# بخش پائین جام
بخش پائین جام یکی از بخش‌های شهرستان تربت جام در استان خراسان رضوی ایران است.

## تقسیمات کشوری
- بخش پائین جام
  - دهستان زام
  - دهستان گل بانو

شهرها: سمیع‌آباد

## جمعیت
بنابر سرشماری مرکز آمار ایران، جمعیت بخش پائین جام شهرستان تربت جام در سال ۱۳۸۵ برابر با ۱۶۷۵۹ نفر بوده است.